# Eldtjärnen
Eldtjärnen är en sjö i Bräcke kommun i Jämtland och ingår i Ljungans huvudavrinningsområde. Sjön har en area på 0,142 kvadratkilometer och ligger 276 meter över havet. Sjön avvattnas av vattendraget Kvarnbäcken.

## Delavrinningsområde
Eldtjärnen ingår i det delavrinningsområde (697155-147820) som SMHI kallar för Utloppet av Eldtjärnen. Medelhöjden är 340 meter över havet och ytan är 1,68 kvadratkilometer. Det finns ett avrinningsområde uppströms, och räknas det in blir den ackumulerade arean 17,25 kvadratkilometer. Kvarnbäcken som avvattnar avrinningsområdet har biflödesordning 3, vilket innebär att vattnet flödar genom totalt 3 vattendrag innan det når havet efter 184 kilometer. Avrinningsområdet består mestadels av skog (78 procent). Avrinningsområdet har 0,14 kvadratkilometer vattenytor vilket ger det en sjöprocent på 8,3 procent.